# معتمدية العمران الأعلى
معتمدية العمران الأعلى إحدى معتمديات الجمهورية التونسية، تابعة لولاية تونس.
في عام 2004 ، كان عدد سكانها 62138 نسمة ، منهم 32303 رجال و 29835 امرأة ، موزعين على 14944 أسرة و 15679 مسكنا.

## الأحياء
لديها عدد من أحياء بما في ذلك:
- حي الانطلاقة
- حي ابن خلدون الأول
- حي ابن خلدون السادس
- حي النسيم
- حي العمران الأعلى
- الرُّمَانة

يحدها من الشمال بلدية أريانة ومن الجنوب معتمدية العمران ومن الشرق معتمدية المنزه ومعتمدية التحرير من الغرب.

## تطور الشركات الخاصة
تطور عدد الشركات الخاصة في وفد العمران العلوي ليصل إلى 4286 شركة في عام 2019.
| السنة | عدد الشركات الخاصة |
| ----- | ------------------ |
| 2003  | 2٬934              |
| 2004  | 3٬229              |
| 2005  | 3٬411              |
| 2006  | 3٬550              |
| 2007  | 3٬697              |
| 2008  | 3٬766              |
| 2009  | 3٬887              |
| 2010  | 4٬075              |
| 2011  | 3٬472              |
| 2012  | 3٬625              |
| 2013  | 3٬780              |
| 2014  | 3٬878              |
| 2015  | 4٬039              |
| 2016  | 4٬248              |
| 2017  | 4٬387              |
| 2018  | 4٬113              |
| 2019  | 4٬286              |